# سفر به انتهای شب (فیلم)
«سفر به انتهای شب» (انگلیسی: Journey to the End of the Night) فیلمی از اریک ایسن محصول سال ۲۰۰۶ است. از بازیگران آن می‌توان به برندن فریزر، مس دف، آلیس براگا، اسکات گلن، و کاتالینا ساندینو مورنو اشاره کرد.